# 4 Dywizjon Artylerii Konnej (austro-węgierski)
Dywizjon Artylerii Konnej Nr 4 (rtAD. 4) – dywizjon artylerii konnej cesarskiej i królewskiej Armii.

## Historia dywizjonu
W 1889 roku w Budapeszcie, w składzie 4. Węgierskiego Pułku Artylerii Korpuśnej został zorganizowany 4. Dywizjon Artylerii Konnej.
Z dniem 6 kwietnia 1908 roku weszła w życie nowa organizacja artylerii, w ramach której dywizjon został wyłączony ze składu 4. Pułku Artylerii Korpuśnej i przekształcony w samodzielny oddział pod nazwą 4. Dywizjon Artylerii Konnej. Dywizjon wchodził w skład 4 Brygady Artylerii Polowej, natomiast pod względem taktycznym został podporządkowany komendantowi 4 Brygady Kawalerii.
W latach 1909–1912 dywizjon pod względem taktycznym był został podporządkowany komendantowi nowo utworzonej Dywizji Kawalerii Temeszwar.
W 1914 dywizjon wchodził w skład 10 Dywizji Kawalerii.
Dywizjon obchodził swoje święto 24 czerwca w rocznicę bitwy pod Custozą stoczonej w 1866 roku.
W 1916 roku oddział został przemianowany na Dywizjon Artylerii Konnej Nr 10. Równocześnie dotychczasowy Dywizjon Artylerii Konnej Nr 10 należący do 6 Dywizji Kawalerii został przemianowany na Dywizjon Artylerii Konnej Nr 6. W 1918 roku jednostka nosiła nazwę „Pułk Artylerii Polowej Nr 10 K” (niem. Feldartillerieregiment Nr 10 K).

## Skład
- Dowództwo
- 3 x bateria po 4 armaty 8 cm FK M.5.

## Komendanci dywizjonu
- mjr Ludwig Merkel (1889[1] – )
- ppłk Alfred Hoberstorfer ( – 1909)
- mjr / ppłk Emanuel Kaempf (1909 – )
- mjr Johann Sponner von Oknaringen (1914[5])